# Lucien Pilet des Jardins
Lucien Pilet des Jardins, né le 9 mars 1831 à Bayeux où il est mort le 14 septembre 1894, est un magistrat et homme politique français.

## Biographie
Fils de Narcisse Pilet des Jardins, avocat au barreau de Bayeux, plusieurs fois élu bâtonnier de l’ordre et adjoint au maire de 1838 à 1851, il a commencé ses études au collège de Bayeux, puis fait son droit à Paris. Inscrit au barreau de Paris le 25 mars 1854. Proche des libéraux sous le Second Empire, il est nommé sous-préfet de Bayeux au début de la troisième République. Il y reste une année avant de retourner à son métier d'avocat sur Paris. Il est nommé conseiller général de Balleroy puis se présente aux élections de 1876 dans la circonscription de Bayeux où il est élu.
Signataire du manifeste des 363, il se représente aux élections législatives françaises d’octobre 1877, mais il est battu par Auguste Le Provost de Launay. Après cet échec, il donne sa démission de conseiller général, mais il est rappelé par les élections du canton d'Isigny-sur-Mer en 1879.
Il entame ensuite une carrière dans la magistrature : juge au tribunal de la Seine en 1880, vice-président de ce même tribunal en 1882 et la termine comme conseiller à la cour d'appel de Paris en 1885.

## Sources
- « Lucien Pilet des Jardins », dans Adolphe Robert et Gaston Cougny, Dictionnaire des parlementaires français, Edgar Bourloton, 1889-1891 [détail de l’édition]